# اتمیک کیتن
اتمیک کیتن (به انگلیسی: Atomic Kitten) گروه موسیقی انگلیسی است.